# Pectinodrilus hoihaensis
Pectinodrilus hoihaensis är en ringmaskart som beskrevs av Erséus 1992. Pectinodrilus hoihaensis ingår i släktet Pectinodrilus och familjen glattmaskar. Inga underarter finns listade i Catalogue of Life.